# Juristen (målning)
Juristen, även benämnd Möjligen Ulrich Zasius (1461-1536), humanist, rättslärd, är en oljemålning av den italienske manieristiske konstnären Giuseppe Arcimboldo. Den målades 1566 och är utställd på Nationalmuseum i Stockholm. 
Arcimboldos målningar visar mänskliga figurer uppbyggda av olika föremål i syfte att representera ett bestämt ämne. Här har en hög böcker och dokument klätts med en pälsbrämad rock. Huvudet består av döda fiskar och fåglar under en svart hätta. Porträttet antas föreställa en byråkrat eller en lärd man, möjligen juristen Ulrich Zasius, verksam vid den kejserliga administrationen i Wien. Arcimboldos allegoriska målningar uppskattades i hög grad av de tysk-romerska kejsarna Maximilian II och Rudolf II. Denna tillhörde de kejserliga samlingarna i Prag och kom till Sverige som krigsrov efter trettioåriga kriget. Den överfördes 1866 från Gripsholms slott till Nationalmuseum.